# Protoreaster nodosus
Protoreaster nodosus är en sjöstjärneart som först beskrevs av Carl von Linné 1758.  Protoreaster nodosus ingår i släktet Protoreaster och familjen Oreasteridae. Inga underarter finns listade i Catalogue of Life.

## Bildgalleri

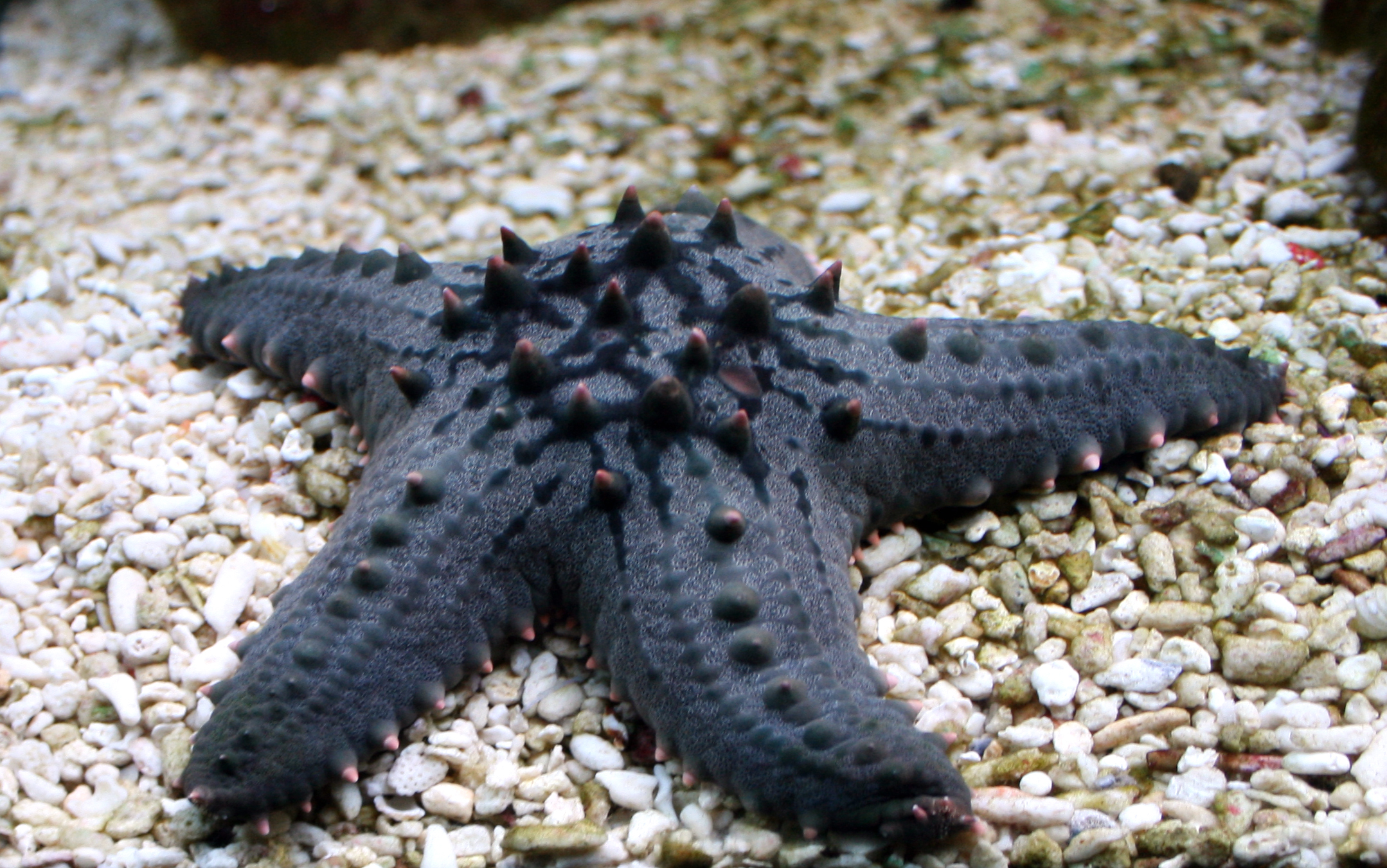